# Nick Cave and the Bad Seeds
Nick Cave and The Bad Seeds es una banda de rock/Post-punk. Fue formada en 1984 por dos miembros de la desaparecida banda australiana The Birthday Party: Nick Cave (cantante, compositor) y el músico Mick Harvey. Se les unió el guitarrista Blixa Bargeld, miembro de la banda alemana Einstürzende Neubauten, el exguitarrista de la banda Magazine Hugo Race y el también miembro de esta última banda Barry Adamson, bajista y pianista. Con esta alineación la banda grabó y lanzó su álbum debut From Her To Eternity en 1984.
Durante su primera gira australiana, Tracy Pew, bajista y guitarrista de The Birthday Party también actuó con la banda.
Nick Cave and the Bad Seeds aparecieron en la película de Wim Wenders Der Himmel über Berlin (1987).

## Alineación

### Los cuatro integrantes esenciales
- Nick Cave - voz y piano (1984—)
- Mick Harvey - guitarra, bajo, teclados y percusiones (1984—2009)
- Blixa Bargeld - guitarra y voz (1984–2003)
- Thomas Wydler - batería y percusión (1985—)

La banda ha incluido músicos que, gracias a su impacto en el sonido de la banda, se han ganado el estatuto de "malas semillas":

### El resto de las "malas semillas"
- Martyn P. Casey - bajo (1991—)
- †Conway Savage - teclados (1991—2018)
- Warren Ellis - violín (1993—)
- Jim Sclavunos - percusiones (1996—)
- James Johnston - guitarra y teclados (2004—)

### Otras "malas semillas"
- Anita Lane (fallecido) - compositora
- Barry Adamson - bajo y percusión
- Hugo Race - guitarra
- Rowland S. Howard (fallecido) - guitarra
- Tracy Pew (fallecido) - bajo
- Kid Congo Powers - guitarra
- Roland Wolf (fallecido) - piano

### La alineación de la banda a través del tiempo
- Mayo de 1984–septiembre de 1984: Nick Cave, Mick Harvey, Blixa Bargeld, Barry Adamson y Hugo Race.
- Octubre de 1984–marzo de 1985: Nick Cave, Mick Harvey, Blixa Bargeld y Barry Adamson.
- Junio de 1985–julio de 1986: Nick Cave, Mick Harvey, Blixa Bargeld, Barry Adamson y Thomas Wydler.
- Julio de 1986–septiembre de 1986: Nick Cave, Mick Harvey, Blixa Bargeld y Thomas Wydler.
- Septiembre de 1986–septiembre de 1989: Nick Cave, Mick Harvey, Blixa Bargeld, Kid Congo Powers, Roland Wolf y Thomas Wydler.
- Octubre de 1989–mayo de 1990: Nick Cave, Mick Harvey, Blixa Bargeld, Kid Congo Powers y Thomas Wydler.
- Mayo de 1992–abril de 1994: Nick Cave, Mick Harvey, Blixa Bargeld, Conway Savage, Martyn P. Casey y Thomas Wydler.
- Febrero de 1996–septiembre de 2001: Nick Cave, Mick Harvey, Blixa Bargeld, Conway Savage, Warren Ellis, Martyn P. Casey, Thomas Wydler y Jim Sclavunos.
- Febrero de 2003–marzo de 2003: Nick Cave, Mick Harvey, Blixa Bargeld, Warren Ellis, Martyn P. Casey, Thomas Wydler, Conway Savage y Jim Sclavunos.
- Abril de 2003—: Nick Cave, Mick Harvey, Warren Ellis, Martyn P. Casey, Thomas Wydler, Conway Savage, Jim Sclavunos y James Johnston.

## Discografía

### Álbumes de estudio
1. From Her to Eternity (1984)
2. The Firstborn Is Dead (1985)
3. Kicking Against the Pricks (1986)
4. Your Funeral... My Trial (1986)
5. Tender Prey (1988)
6. The Good Son (1990)
7. Henry's Dream (1992)
8. Let Love In (1994)
9. Murder Ballads (1996)
10. The Boatman's Call (1997)
11. No More Shall We Part (2001)
12. Nocturama (2003)
13. Abattoir Blues/The Lyre of Orpheus (2CD) (2004)
14. Dig, Lazarus, Dig!!! (2008)
15. Push the Sky Away (2013)
16. Skeleton Tree (2016)
17. Ghosteen (2019)
18. Wild God (2024)

### Álbumes en vivo y compilaciones
- Live Seeds (1993)
- The Best Of (1998)
- B-Sides & Rarities (3CD) (2005)
- Lovely Creatures: The Best of Nick Cave and the Bad Seeds (2017)